# Fockensstate

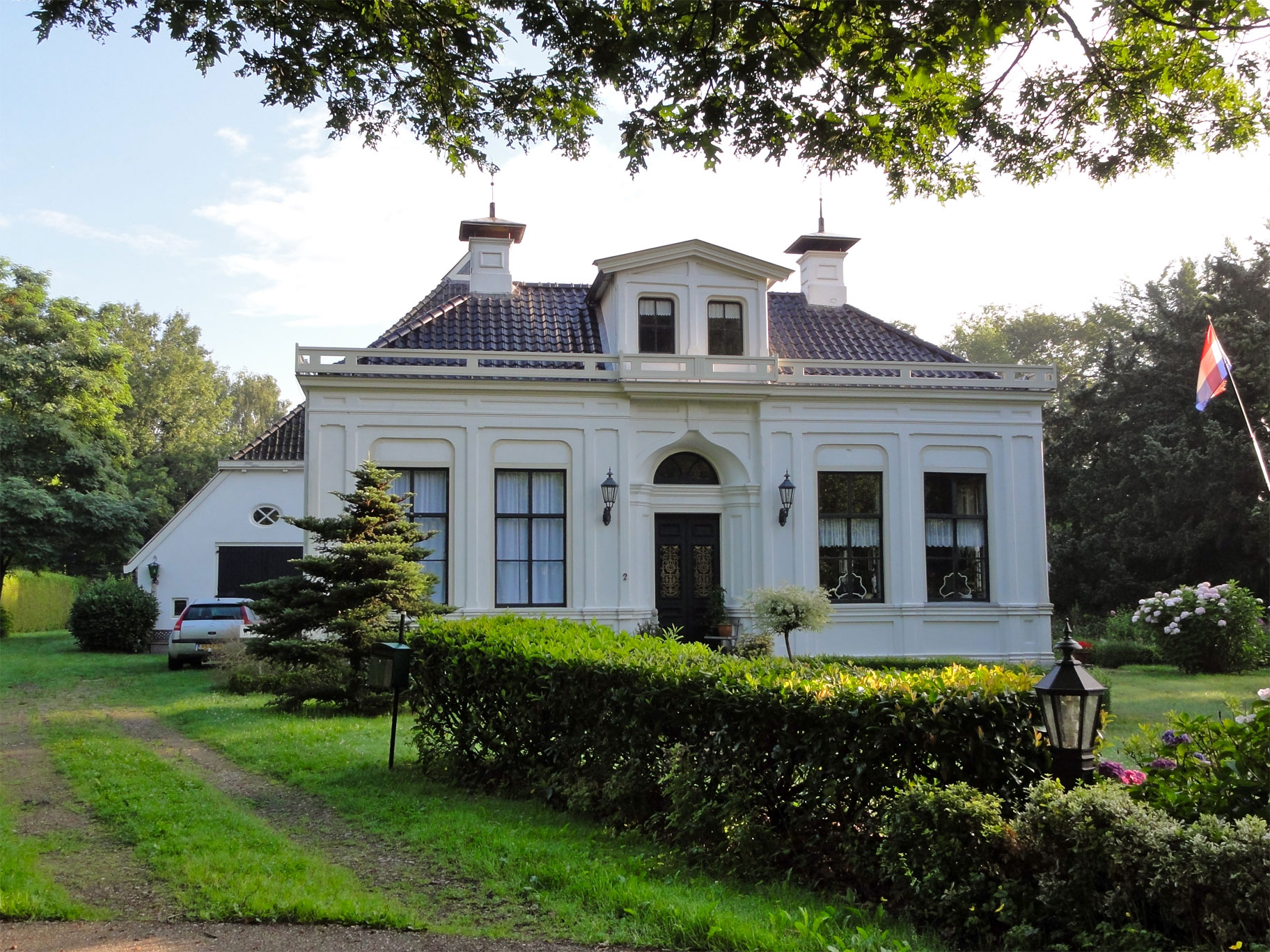
De Fockensstate aan de Beetsterweg te Beetsterzwaag

De Fockensstate is een monumentaal pand aan de Beetsterweg 2 in de Friese plaats Beetsterzwaag.

## Geschiedenis

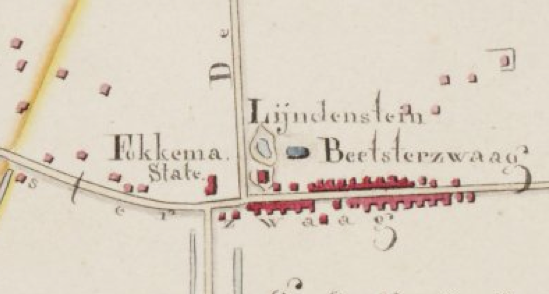
Fockensstate (aangeduid als Fokkema State) op kadastrale kaart 1811-1832

De Fockensstate is de oudste state in Beetsterzwaag en bestond al in de 17e eeuw. Er hebben in deze eeuw diverse leden van het geslacht Fockens, die grietman waren van Opsterland, in de state gewoond. Op het eind van de 17e eeuw kwam de state door vererving in het bezit van de familie Van Teyens, die hier tot het midden van de 19e eeuw heeft gewoond. In deze periode werd het gebouw meerdere malen gewijzigd. Op de eerste kadastrale kaarten (1811-1832) staat het gebouw aangegeven als Fokkema State. Ook in de 19e eeuw is het gebouw ingrijpend verbouwd, zodat van het oorspronkelijke gebouw weinig meer bewaard is gebleven. De restanten van de omgrachting verwijzen naar het oorspronkelijke gebouw. De eclectische voorgevel is een ontwerp van de architect Luidje de Goed, die het pand in 1879 zijn huidige vorm gaf. Het pand is erkend als een rijksmonument.